# 72 metry
72 metry  (ros. 72 метра) – rosyjski dramat filmowy z 2004 roku w reżyserii Władimira Chotinienki, zrealizowany na podstawie opowiadań Aleksandra Pokrowskiego. Film nagrodzony Złotym Orłem (rosyjską nagrodą filmową) .

## Opis fabuły
Historia rosyjskiego okrętu podwodnego "Sławianka", który w trakcie ćwiczeń trafił na starą minę z czasów II wojny światowej. Okręt osiada na dnie, a spośród akwalungów, które umożliwiają jedyną drogę ucieczki zaledwie jeden jest w pełni sprawny.

## Obsada
- Siergiej Makowiecki jako Czernienko;
- Andriej Kraśko jako kapitan Giennadij Janyczar;
- Marat Baszarow jako kapitan Piotr Orłow;
- Dmitrij Uljanow jako kapitan Iwan Murawiow;
- Siergiej Garmasz jako bosman Nikołaj Krauz;
- Artiom Michałkow jako bosman Nieczajew;
- Stanisław Nikolski jako marynarz Mołodoj;
- Czułpan Chamatowa jako Nelli.

## Produkcja
Zdjęcia kręcono w Murmańsku, Polarnym i Bałakławie.

## Nagrody
- 2004 – Złote Orły - Najlepszy film - Najlepsza muzyka - Ennio Morricone